# Onthophilus giganteus
Onthophilus giganteus är en skalbaggsart som beskrevs av Helava 1978. Onthophilus giganteus ingår i släktet Onthophilus och familjen stumpbaggar. Inga underarter finns listade i Catalogue of Life.